# Oliver Chace
Oliver Chace est un industriel américain, né le 24 août 1769, et mort le 21 mai 1852. Il fut le fondateur de plusieurs sociétés de la Nouvelle-Angleterre spécialisées dans la fabrication de textiles au début du XIXe siècle.

## Histoire
Oliver Chace a notamment créé la société Valley Falls, (aujourd'hui Berkshire Hathaway), qui est actuellement l'une des plus grandes sociétés (mais plus dans le textile) au monde, après s'être diversifiée dans la finance.
Son fils Harvey a créé la Tar-Kiln Factory à Burrillville dans le Rhode Island. Le groupe la rachète aussi, tout comme Moodus Cotton Factory, dans le Connecticut. Le groupe s'est progressivement développé en tant que leader de l'industrie du textile. Il représentait à son apogée un quart du coton total transformé aux États-Unis.